# 鹿児島県道362号阿久根停車場線
鹿児島県道362号阿久根停車場線（かごしまけんどう362ごう あくねていしゃじょうせん）は、鹿児島県阿久根市を通る一般県道である。

## 概要
肥薩おれんじ鉄道 阿久根駅から阿久根駅前交差点を結ぶ鹿児島県最短県道。
なお、この道路上には、「鹿児島県道362号阿久根停車場線」と書いた標識は存在しない。

### 路線データ
- 始点：鹿児島県阿久根市栄町（肥薩おれんじ鉄道 阿久根駅前）
- 終点：鹿児島県阿久根市栄町（阿久根駅前交差点、国道3号交点、国道499号終点）
- 総延長：23 m

## 地理

### 通過する自治体
- 阿久根市

### 交差する道路
| 交差する道路      | 交差する場所 | 交差する場所            |
| ----------------- | ------------ | ----------------------- |
| 国道3号 国道499号 | 栄町         | 阿久根駅前交差点 / 終点 |

### 沿線
- 肥薩おれんじ鉄道 阿久根駅